# Cochlioda mixtura
Cochlioda mixtura là một loài thực vật có hoa trong họ Lan. Loài này được Dalström & Sönnemark mô tả khoa học đầu tiên năm 2001.